# IC 1688
IC 1688 ist eine elliptische Zwerggalaxie vom Hubble-Typ E3 im Sternbild Fische auf der Ekliptik. Sie ist schätzungsweise 231 Millionen Lichtjahre von der Milchstraße entfernt und hat einen Durchmesser von etwa 25.000 Lj.
Im selben Himmelsareal befinden sich u. a. die Galaxien NGC 504, IC 1685, IC 1689, IC 1690.
Das Objekt wurde am 29. November 1899 von Stéphane Javelle entdeckt.